# アラン・ゴーウェン
アラン・ゴーウェン（Alan Gowen、1947年8月19日 - 1981年5月17日）は、フュージョン／プログレッシブ・ロックのキーボード奏者である。ギルガメッシュとナショナル・ヘルスでの仕事でよく知られている。

## 略歴
ゴーウェンは、ロンドン北西部にある北ハムステッドで生まれた。ジェイミー・ミューア（ドラム、アサガイ出身）とローリー・ベイカー（ベース）と共に、1972年にサンシップ (Sunship)として知られるようになる以前の1971年、アサガイにゴーウェンは加入している。
1973年、ギルガメッシュを結成。ハットフィールド・アンド・ザ・ノースとのコラボレーションを開始し、1975年にハットフィールド・アンド・ザ・ノースのキーボード奏者であったデイヴ・スチュワートと共にナショナル・ヘルスを結成した。1977年、ナショナル・ヘルスを脱退。
1978年、ゴーウェンはエルトン・ディーン、ヒュー・ホッパー、ピップ・パイルとソフト・ヒープを結成した。デイヴ・シーンがパイルの後釜に座った1978年夏、バンドはソフト・ヘッドと名を変えてツアーを行った。その年のうちに2枚目のギルガメッシュのアルバム『アナザー・ファイン・チューン・ユーヴ・ゴット・ミー・イントゥ』もレコーディングした。
ゴーウェンは1979年から1980年にナショナル・ヘルスへ復帰した。同時にソフト・ヒープでの活動も続けていた。リチャード・シンクレア（ベース、一時期ギルガメッシュに在籍）、フィル・ミラー（ナショナル・ヘルスのギター）、トレヴァー・トムキンス（ギルガメッシュ出身のドラム）と一緒にレコーディングされたアルバム『ビフォー・ア・ワード・イズ・セッド』は、ゴーウェンが1981年に白血病で死去する前に発表された最後のアルバムとなった。

## ディスコグラフィ

### ギルガメッシュ
- 『ギルガメッシュ』 - Gilgamesh (1975年)
- 『アナザー・ファイン・チューン・ユーヴ・ゴット・ミー・イントゥ』 - Another Fine Tune You've Got Me Into (1978年)
- 『アライヴィング・トゥワイス』 - Arriving Twice (2000年) ※1973年-1975年音源

### ナショナル・ヘルス
- 『ナショナル・ヘルス』 - National Health (1978年)
- 『D.S.アル・コーダ』 - D.S. Al Coda (1982年) ※ゴーウェン作品を収録したトリビュート・アルバム
- 『オリジナル・ナショナル・ヘルス』 - Missing Pieces (1996年) ※1975年-1976年音源
- 『プレイタイム』 - Playtime (2001年) ※1979年ライブ音源

### ソフト・ヒープ / ソフト・ヘッド
- 『ローグ・エレメント』 - Rogue Element (1978年) ※ソフト・ヘッド名義
- 『ソフト・ヒープ』 - Soft Heap (1979年)
- 『アルデンテ』 - Al Dente (2008年) ※1978年ライブ音源

### その他の参加アルバム
- ヒュー・ホッパー&アラン・ゴーウェン: 『トゥー・レインボウズ・デイリー』 - Two Rainbows Daily (1980年)
- ゴーウェン、ミラー、シンクレア、トムキンス: 『ビフォー・ア・ワード・イズ・セッド』 - Before A Word Is Said (1981年)
- ヒュー・ホッパー&アラン・ゴーウェン: Bracknell-Bresse Improvisations (1996年)